# 石田万音
石田 万音（いしだ まのん、2005年4月17日 - ）は、兵庫県出身のプロボウラー。JPBA第55期生（ライセンスNo.599）。神戸野田高等学校卒業。アルゴセブン所属。身長156cm。血液型A型。右投げ。用品契約はハイ・スポーツ社。

## 略歴
2005年4月17日、兵庫県にて出生。4歳の時に、両親をきっかけにボウリングを始める。
2016年4月1日、弁天町グランドボウル開催のスカイAカップ 第37回 関西オープン女子ボウリングトーナメントに10歳で出場し総合151位となる。
2017年7月10日、第33回 六甲クイーンズオープントーナメントに12歳で出場し、総合79位。
2018年7月16日、第34回 六甲クイーンズオープントーナメントに13歳で出場し、自己ベストの総合68位。
2019年7月15日、第35回 六甲クイーンズオープントーナメントに14歳で出場し、自己べストの総合58位。
2020年12月12日、スカイAカップ 第38回 関西オープン女子ボウリングトーナメントに15歳で出場。6位に入りベストアマを獲得。
2021年7月3日、第37回 六甲クイーンズオープントーナメントに16歳で出場。17位に入りベストアマを獲得。
2023年5月16日、JPBAプロ資格取得テストを初挑戦ながらトップの成績で合格しプロ入り。
2023年6月11日、スカイAカップ 2023プロボウリングレディース新人戦で初優勝。
2023年9月30日、2023山梨レディースプロボウリングトーナメントで通算2勝目を挙げた。
2024年3月22日、開幕戦のスカイAカップ 第40回 関西オープン女子ボウリングトーナメントで通算3勝目を挙げた。
2024年6月30日、中日杯2024東海オープンボウリングトーナメントで通算4勝目を挙げた。
2024年9月12日、第17回 MKチャリティカップで通算5勝目を挙げた。

## 人物
- 両親の影響で4歳からボウリングを始めた。
- 師匠は中谷優子プロ、平岡勇人プロ。
- 直近の目標は、3冠獲得。
- 将来の目標は、PWBAで優勝すること。
- 趣味は、ドライブ、ダーツ。

## プロ入り後の主な戦績
※本人の意向により、ラウンドロビン進出以内の順位のみ

### 公式戦
- 通算成績 5勝
- 公認パーフェクトゲーム達成 4回

#### 2023年
- Glicoセブンティーンアイス杯 第10回プロアマボウリングトーナメントF - 7位

- スカイAカップ 2023プロボウリングレディース新人戦 - 優勝（自身初タイトル）
- 中日杯2023東海オープンボウリングトーナメントF - 7位
- 大岡産業レディース[THE OPEN]トーナメント2023- 3位
- 第16回 MKチャリティカップ女子- 4位
- 2023山梨レディースプロボウリングトーナメント - 優勝
- ちゃおちゃおボウリング大会 - 2位
- 第30回 千葉オープンアニバーサリーボウリングトーナメント- 8位
- 第30回 千葉オープン女子ボウリングトーナメント - 6位
- 第45回 STORMジャパンオープンボウリング選手権オールエベンツ女子 - 4位
- 全卸連プレゼンツJPBA☆SSSカップ2023 女子 - 2位
- 第44回 JLBCクイーンズオープンプリンスカップ- 5位

#### 2024年
- スカイAカップ 第45回 関西オープン[女子]ボウリングトーナメント - 優勝
- アイキョーホームプレゼンツ プロボウリングレディース トーナメント2024 - 5位
- 中日杯2024東海オープンボウリングトーナメントF - 優勝
- 第40回 六甲クイーンズオープントーナメント - 2位
- 第17回 MKチャリティカップ女子 - 優勝
- 「HANDA CUP」・第56回全日本女子プロボウリング選手権大会 - 3位

2025年
- Glicoセブンティーンアイス杯 第12回プロアマボウリングトーナメントF - 2位
- 第41回 六甲クイーンズオープントーナメント - 3位